# Nove Pole, Mîhailivka
Nove Pole (în ucraineană Нове Поле, în germană Rosental) este un sat în comuna Rozdol din raionul Mîhailivka, regiunea Zaporijjea, Ucraina. Satul a fost locuit de germanii pontici.  

## Demografie
Componența lingvistică a localității Nove Pole
     Ucraineană (68,75%)
     Rusă (31,25%)
Conform recensământului din 2001, majoritatea populației localității Nove Pole era vorbitoare de ucraineană (68,75%), existând în minoritate și vorbitori de rusă (31,25%).